# Cattedrale del Santissimo Salvatore del Congo
La Cattedrale del Santissimo Salvatore del Congo (portoghese; Sé Catedral de São Salvador de Congo) Anche Ex Cattedrale del Santissimo Salvatore del Congo è il nome dato ad un'antica chiesa cattolica costruita alla fine del XV secolo nella capitale del Regno del Congo, Fu una delle prime cattedrali cattoliche nell'Africa sub-sahariana in quella che oggi è conosciuta come Angola.
La costruzione come semplice chiesa, che successivamente sarebbe stata cattedrale, fu iniziata verso il 1491, sotto Giovanni I del Portogallo, concretamente e secondo i documenti dell'epoca, tra il 6 maggio 1491 e il 6 luglio dello stesso anno. In seguito sarebbe stata riparata e ampliata entro il 1534, sotto il regno di Afonso I. Nel 1570, sotto il regno di Álvaro I del Congo, le città di East Jagas conquistarono brevemente la città, bruciando la chiesa, che fu poi ricostruita.
Fu elevata al rango di cattedrale nel 1596, già sotto il re Álvaro II del Congo. Questo stesso monarca tentò, nel 1613 tramite papa Paolo V, che il re del Portogallo si facesse carico delle spese di mantenimento dei vescovi e dei canonici della cattedrale.
La città fu saccheggiata più volte durante le guerre civili che seguirono la battaglia di Mbwila del 1665, la prima delle quali nel 1668, e fu abbandonata nel 1678, dopo essere stata distrutta dalle truppe del pretendente al trono, Pietro III, lasciando la Cattedrale in rovina.